# Sentous
 Sentous  es una comuna y población de Francia, en la región de Mediodía-Pirineos, departamento de Altos Pirineos, en el distrito de Tarbes y cantón de Galan.
Su población en el censo de 1999 era de 105 habitantes.
Está integrada en la Communauté de communes des Baïses.